# 歌乐山街道
歌乐山街道是中华人民共和国重庆市沙坪坝区下辖的一个街道。

## 行政区划
歌乐山街道下辖以下地区：
大土村社区、高店子社区、矿山坡社区、金刚村、歌乐村、天池村、新开寺村和山洞村。